# Kranenburg (Oste)
Kranenburg ist eine niedersächsische Gemeinde im Landkreis Stade an der Oste.

## Gemeindegliederung
Die Gemeinde besteht aus den Dörfern Kranenburg und Brobergen und ist Bestandteil der Samtgemeinde Oldendorf-Himmelpforten.
Der Gemeindeteil Kranenburg hat heute 546, Brobergen 226 Einwohner (jeweils Stand 31. Dezember 2003).
Beide Orte liegen rechts der Oste, doch ein Teil der Gemeinde mit den „Hollander Höfen“ liegt links der Oste, was, abgesehen von der durch den Bau des Oste-Sperrwerks neuentstandenen Osteinsel, das einzige bewohnte, linksseitig der Oste gelegene Gebiet des Landkreises Stade ist.

## Geschichte

### Eingemeindungen
Im Zuge der Gemeindereform wurde am 1. Juli 1972 die Gemeinde Brobergen eingegliedert.

### Ortsname
Alte Bezeichnungen des Ortes sind 1320 Kranenborgh, 1766–1767 Borg, 1766–1767 Burg, 1984 Burg.
Der Ortsname enthält im Grundwort das niederdeutsche „borg“ für „Burg, festes Haus“, später tritt dafür die hochdeutsche Variante ein. Im Bestimmungswort „Kran(en)“  liegt möglicherweise das mittelniederdeutsche „krone, kron, krôn, kroneke oder Kroon, Kraneke“, „Kranich“ vor.

## Politik
Ein besonderes Politikum war der Bau des Windenergieparks zwischen Kranenburg, Brobergen und Oldendorf.

### Gemeinderat
Der Rat der Gemeinde Kranenburg besteht aus neun Ratsfrauen und Ratsherren. Dies ist die festgelegte Anzahl für eine Mitgliedsgemeinde einer Samtgemeinde mit einer Einwohnerzahl zwischen 501 und 1.000 Einwohnern. Die neun Ratsmitglieder werden durch eine Kommunalwahl für jeweils fünf Jahre gewählt. Die aktuelle Amtszeit begann am 1. November 2021 und endet am 31. Oktober 2026.
Die Gemeindedirektorin ist Ute Kück.
Die vergangenen Gemeinderatswahlen ergaben folgende Sitzverteilungen:
| Wahljahr | Ratsgemeinschaft Kranenburg (RG) | Wähler- gemeinschaft | CDU | SPD | Bürgerliste | Gesamt  |
| -------- | -------------------------------- | -------------------- | --- | --- | ----------- | ------- |
| 2021     | 9                                | –                    | –   | –   | –           | 9 Sitze |
| 2016     | 9                                | –                    | –   | –   | –           | 9 Sitze |
| 2011     | –                                | 6                    | 2   | 1   | –           | 9 Sitze |
| 2006     | –                                | 6                    | –   | –   | 3           | 9 Sitze |
| 2001     | –                                | 5                    | 1   | –   | 3           | 9 Sitze |

### Bürgermeister
Die Bürgermeister der Gemeinde Kranenburg seit der Zusammenlegung mit der Gemeinde Brobergen waren:
(→ für frühere Bürgermeister Kranenburgs siehe: Ortsartikel)
| Zeit      | Bürgermeister             |
| --------- | ------------------------- |
| 2016–Dato | Margitta Bertram (SPD/RG) |
| 1984–2016 | Horst Wartner             |
| 1972–1984 | Heinrich Schulze          |

### Wappen
Das Wappen wurde am 2. Juni 1983 durch den Landkreis genehmigt.
Blasonierung: „Gespalten und vorne geteilt; vorn oben in Silber drei blaue Spitzen, vorn unten von Rot und Silber durch Zinnenschnitt gespalten, hinten in Grün ein silberner schräger Wellenbalken.“
Grundlage des neuen Wappens sind das Wappen der adeligen Familie von Brobergen, die hier bereits im 12. Jahrhundert ihren Sitz innehatte, jetzt aber ausgestorben ist (die Gemeinde Brobergen, in deren gebietlichen Nachfolge, führte es seit dem 31. März 1948), sowie das Wappen der ebenfalls adeligen Familie von Marschalck, die heute auf dem Rittergut Hutloh in Hechthausen ansässig ist.
Die von Brobergen führten in ihrem Stammwappen einen durch drei rote Mauerzinnen von Silber gespaltenen Schild.
Das noch Wappen der Familie von Marschalck zeigt drei blaue Spitzen in silbernem Schild.
Das Grün weist auf die Lage der Gemeinde Kranenburg in der Ostemarsch. Der Wellenbalken kennzeichnet die ehemaligen Stammsitze der beiden adeligen Familien links bzw. rechts der Oste, dem jetzigen Gemeindegebiet von Kranenburg/Brobergen.